# ソフトウェアキーボード

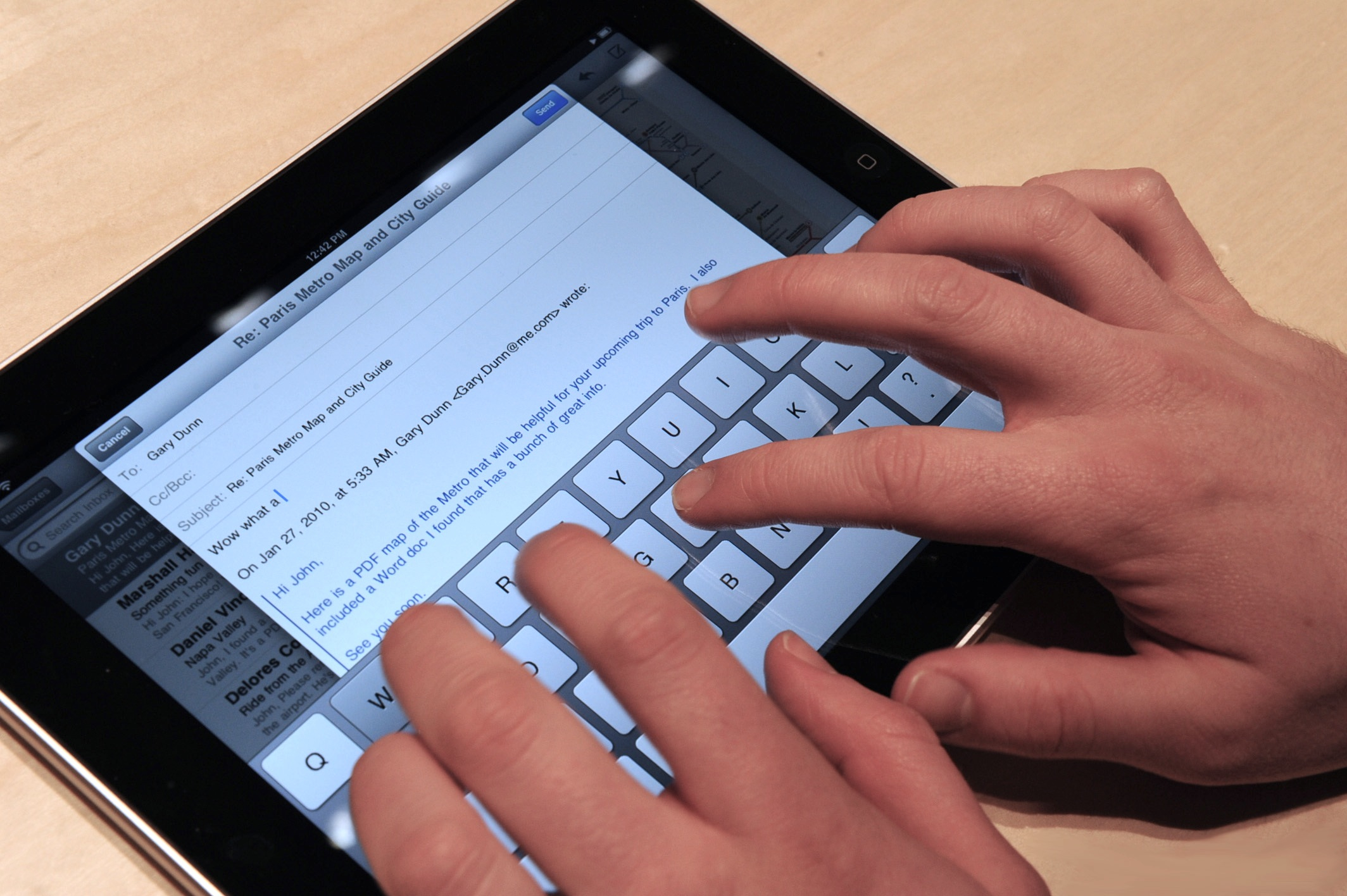
iPadのソフトウェアキーボードによる入力

ソフトウェアキーボード (英: software keyboard) とは、文字入力のために使われるキーボードをコンピュータの画面上にソフトウェアで実現したものである。画面上にキーボード（文字パレット）の図形や文字を表示し、マウスあるいはペンなどのポインティングデバイスや、指先によるタッチ、あるいは十字キーなどで各キーを指定して文字入力を行う。
入力ボタン数に限りのあるゲーム専用機や、ハードウェアキーボード（物理キーボード）を持たず、タッチ入力インターフェイスを基本とするスマートフォンやタブレット端末などで特によく使われている。音声出力や検索機能を搭載できるカスタマイズ性が特徴のひとつで、初心者や障害者支援の一環にもなっている。ウェブキーボード、仮想キーボード、画面キーボード、キーボードエミュレータ、オンスクリーンキーボード、バーチャルキーボードとも呼ばれる。また銀行等の金融機関でもスパイウェア対策として使われているところが多い。
オペレーティングシステム (OS) に標準で搭載されているものもあれば、後からインストールして使えるサードパーティ製のものもある。また、ウェブブラウザ上で動作するJavaScriptを利用してソフトウェアキーボードを実現しているウェブサイトもある。
システムに組み込まれたインプット メソッド エディタとして動作するソフトウェアキーボードで入力する場合、標準的なアプリケーションフレームワークおよびウィジェット・ツールキットを使っていれば、アプリケーションソフトウェア側の個別対応は不要であることが多い。

## 主なアプリ
- Gboard - 米IT大手Googleが開発したiOS・Android向けの仮想キーボードアプリ。
- Microsoft SwiftKey - 米IT大手Microsoftが開発したiOS・Android向けの仮想キーボードアプリ。
- Simeji - 中国IT大手、百度の日本法人が開発したiOS・Android向けの仮想キーボードアプリ。